# Rhinaulax limbata
Rhinaulax limbata är en insektsart som beskrevs av Victor Antoine Signoret 1860. Rhinaulax limbata ingår i släktet Rhinaulax och familjen spottstritar.
Artens utbredningsområde är Madagaskar. Inga underarter finns listade i Catalogue of Life.